# Howard Hayes
Howard Wood Hayes (Steubenville, 30 ottobre 1877 – Chicago, 30 agosto 1937) è stato un mezzofondista e velocista statunitense.
Hayes rappresentò l'Università del Michigan nelle gare intercollegiali di atletica.
Prese parte ai Giochi olimpici di Parigi del 1900 nella gara degli 800 metri piani, in cui fu eliminato in batteria.
Nel 1901, fu campione nazionale sia nei 400 metri che negli 800 metri piani.